# Long John Silver's
Long John Silver's è una catena statunitense di fast food, specializzati nel servire cibi a base di pesce.

## Storia
Il primo ristorante della catena venne aperto nel 1969 al 301 Southland Drive di Lexington in Kentucky dalla Jerrico, Inc., già proprietaria della catena Jerry's Restaurants. In seguito sono stati fondati altri ristoranti fino ad arrivare ad avere 1.200 esercizi negli USA. Il nome della catena è ispirato al personaggio Long John Silver del romanzo L'isola del tesoro di Robert Louis Stevenson.
Nel 1989 la Jerrico venne venduta e la catena Long John Silver's fu separata dalla casa madre passando per diversi proprietari tra cui la FleetBoston Financial e per ultimo la Yorkshire Global Restaurants. Nel marzo 2002 la Yorkshire è stata acquistata dalla Yum! Brands (proprietaria anche di Kentucky Fried Chicken, Pizza Hut e Taco Bell) facendo entrare la Long John Silver's tra i marchi della multinazionale.
Nel 2011 la catena è stata venduta ad un consorzio di investitori riuniti nella LJS Partners a seguito di un piano del management di ridurre gli investimenti sulle catene più piccole (anche la A&W Restaurants è stata venduta due mesi dopo alla A Great American Brand) per concentrarsi sull'espansione internazionale dei marchi più grandi.